# Lubāna
Lubāna è un comune della Lettonia appartenente alla regione storica della Livonia di 2.881 abitanti (dati 2009).

## Località
Il comune è stato istituito nel 2007 ed è formato dalle seguenti località:
- Indrāni
- Lubāna